# Pedro Alonso Niño
Pedro Alonso Niño, noto anche come Peralonso Niño (Moguer, 1468 – 1505), è stato un esploratore spagnolo noto anche come El Negro (il Nero) e membro della famiglia Niño.

## Biografia
Nato a Moguer, in Spagna, esplorò le coste dell'Africa ed accompagnò Cristoforo Colombo nel suo terzo viaggio che portò alla scoperta di Trinidad e della foce dell'Orinoco.
Dopo il ritorno in Spagna, Niño si preparò ad esplorare le Indie per conto suo, alla ricerca di oro e perle. Sostenuto dal Consiglio di Castiglia nella sua ricerca di nuove terre, evitando quelle già scoperte da Colombo, accettò di concedere il 20% dei suoi guadagni alla corona Spagnola (Quinto del Rey). Assieme ai fratelli Luis e Cristóbal Guerra, rispettivamente un ricco mercante ed un pilota, lasciò San Lucas nel maggio del 1499 e, dopo 23 giorni, arrivò a Maracapana. Durante la visita delle isole di Margarita, Coche e Cubagua, scambiarono oggetti di poco valore con grandi quantità di perle prima di salpare per la costa di Punta Araya, dove scoprirono miniere di sale. Dopo due mesi tornarono a Baiona, Spagna, carichi di tesori, ma fu accusato di aver imbrogliato il re riguardo alla sua parte di bottino. Arrestato, e con le sue proprietà confiscate, Nino morì prima che il processo fosse concluso.